# Yohann Diniz
Yohann Diniz (Épernay, 1 de gener, 1978) és un atleta francès especialista de la marxa atlètica.
Triple campió d'Europa de 50 quilòmetres marxa, el 2006 a Göteborg, el 2010 a Barcelona i el 2014 a Zuric, i medalla d’argent al Campionat del Món d’atletisme del 2007, a Osaka, Japó. L'any 2017, es proclama campió al Campionat del Món d’atletisme de Londres.
Té el rècord del món de 50 quilòmetres marxa amb un temps de 3 h 32 min 33 s, establert el 15 d’agost de 2014 en el Campionat d'Europa de Zúric, i el rècord del món de 50.000 m marxa (pista), amb 3 h 35 min 27 s, establert el 12 de març de 2011 a Reims. Va estar en possessió del rècord del món de 20 quilòmetres marxa durant una setmana (1 h 17 min 2 s, 8 de març de 2015, Campionat de França de marxa, Arle).

## Origen familiar
Creix a Épernay, a la Xampanya, en un ambient familiar difícil. Després de la separació dels pares, troba refugi a casa dels avis, d’origen portuguès.
Ha treballat al grup La Poste (Correus francesos) com a encarregat de comunicació amb un contracte d’atleta d’alt nivell.

## Carrera esportiva

### Campió d’Europa (2006)
El 10 d'agost de 2006, guanya la medalla d'or de 50 quilòmetres marxa al Campionat d'Europa de Göteborg, amb un temps de 3 h 41 min 39 s, sota una pluja intensa. Així mateix, bat el rècord de França de la disciplina, que tenia, des del 1994, Thierry Toutain.

### Subcampió del món (2007)
L'any 2007, venç a la prova dels 20 quilòmetres de la Copa d’Europa de marxa, a Royal Leamington Spa (Regne Unit), i estableix un nou rècord de França (1 h 18 min 58 s). L'1 de setembre, obté la medalla d'argent en els 50 quilòmetres marxa del Campionat del Món d'atletisme, a Osaka, en arribar 29 segons darrere de l’australià Nathan Deakes.
El 21 d'agost de 2009, tot i ser favorit, obté l’onzena posició al Campionat del Món d'atletisme de Berlín.

### 2n títol de campió d'Europa (2010)

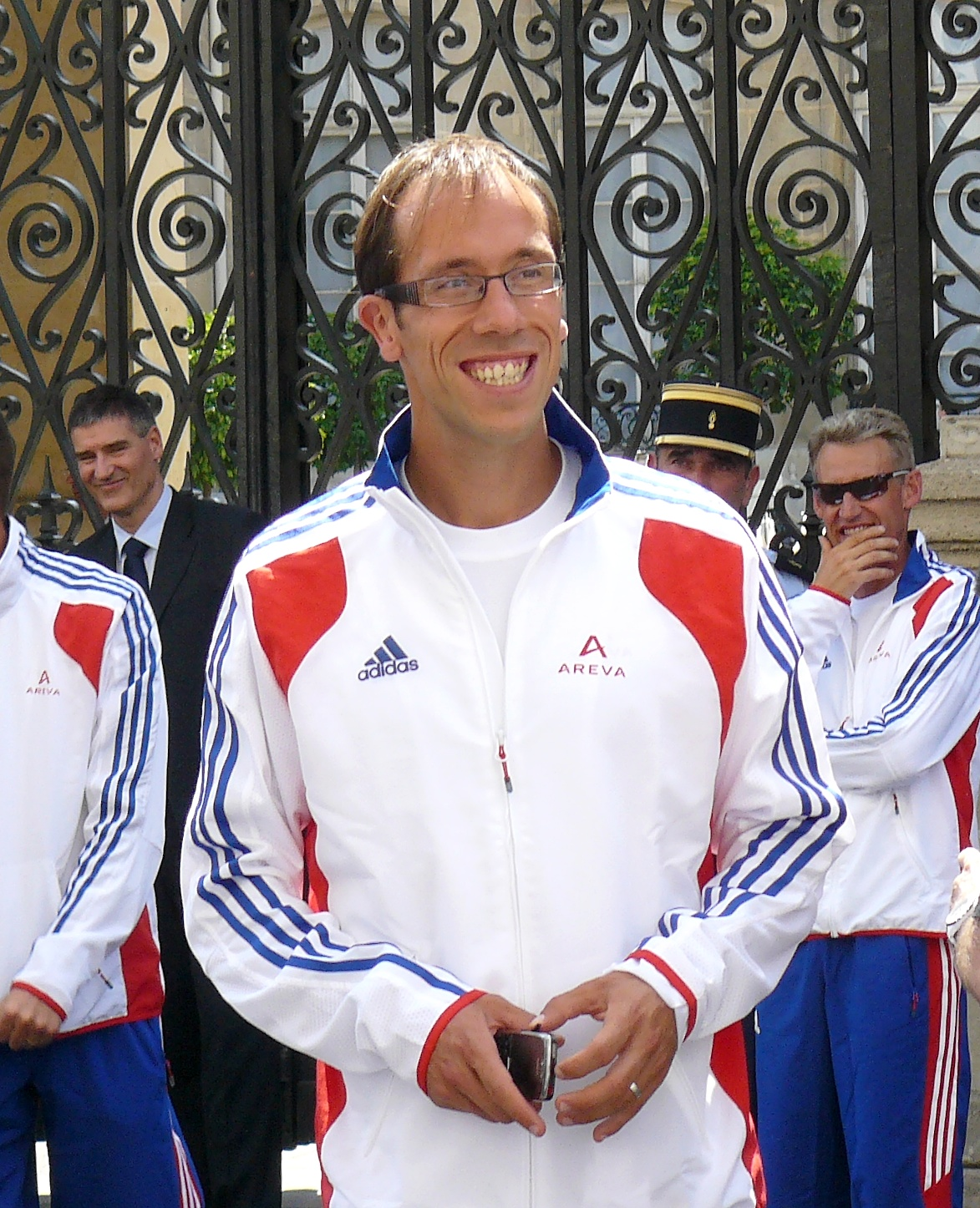
El marxador francès l'any 2010.

El 30 de juliol de 2010, a Barcelona, conserva el títol de campió d’Europa de 50 quilòmetres marxa. Malgrat una caiguda, s’imposa amb un temps de 3 h 40 min 37 s.
El 12 de març de 2011, bat el rècord del món de 50 quilòmetres marxa en pista a Reims, a la mateixa pista on s'entrena. Millora el rècord anterior, del 1996, en més de 5 minuts.
El mateix any, al Campionat del Món de Daegu, les seves esperances de guanyar un primer títol mundial són truncades en veure tres targetes vermelles i ser, per tant, desqualificat després d’haver recorregut 17 quilòmetres.

### Jocs Olímpics de Londres (2012)

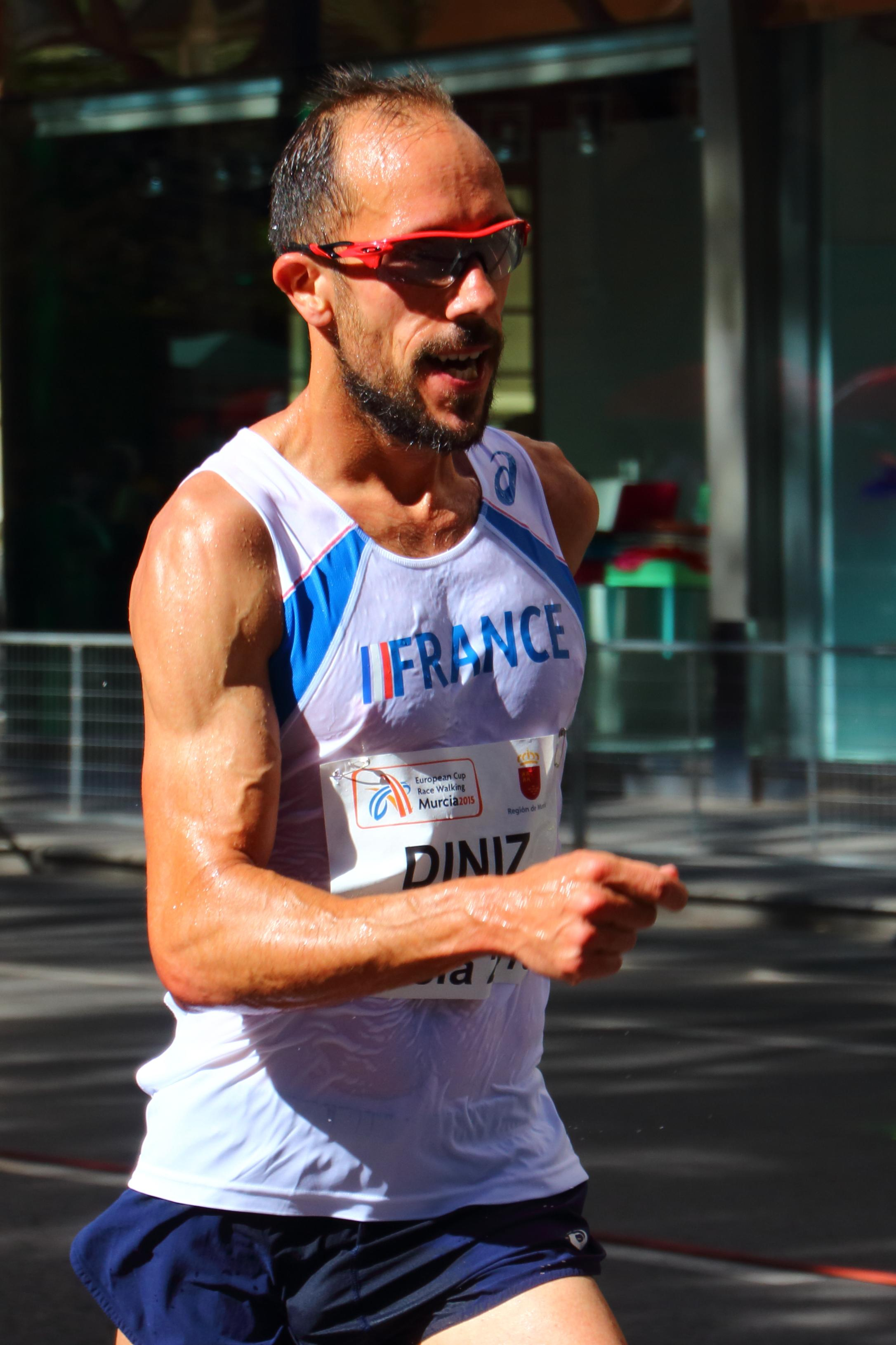
Yohann Diniz, 2015.

L'11 d'agost de 2012, acaba 8è dels 50 quilòmetres marxa als Jocs Olímpics de Londres, després d'un defalliment i una caiguda al km 36. A més, és desqualificat a la meta per haver-se avituallat fora de zona.
En el Campionat del Món de Moscou del 2013, amb dues targetes als 20 quilòmetres, és víctima d'un defalliment. A punt d'abandonar al km 36, acaba la prova en desena posició amb un temps de 3 h 45 min 18 s.

### 3r títol europeu consecutiu i rècord del món (2014)
El 15 d'agost de 2014, en el Campionat d'Europa de Zúric, guanya el 3r títol europeu consecutiu, fet únic a la història d'aquest esport, i bat, a més, el rècord del món de la prova amb un temps de 3 h 32 min 33 s, que tenia, des del 2008, el rus Denis Nizhegorodov (3 h 34 min 14 s).
El 8 de març de 2015, bat el rècord del món dels 20 quilòmetres marxa en el Campionat de França a Arle, amb 1 h 17 min 2 s, i millora la marca anterior del rus Vladimir Kanaykin en 14 segons. Aquest rècord del món només durarà una setmana, quan el japonès Hiūsuke Suzuki el millorarà en 16 segons.

### Jocs Olímpics de Rio (2016)
El 19 d'agost de 2016, participa en els 50 quilòmetres marxa dels Jocs Olímpics d'estiu de Rio de Janeiro, on acaba vuitè després d’una prova accidentada amb quatre caigudes incloses.

### Campió del món a Londres (2017)
El 13 d’agost de 2017, a 39 anys, obté el seu primer títol mundial en el Campionat del món de Londres, amb un temps de 3 h 33 min 11 s, nou rècord dels campionats. Aconsegueix la segona millor marca de la història després del seu propi rècord del món i es converteix en l’atleta més gran que es proclama campió del món.

### Campionat del Món de Doha (2019)
El 28 de setembre de 2019, víctima de les condicions climàtiques de la capital de Qatar, no aconsegueix defensar el títol mundial i es veu obligat a abandonar al km 16 de la prova, ja lluny del líder i guanyador, el japonés Yusuke Suzuki.

### Preparació per als Jocs Olímpics de Tòquio (2020)
Després de l'ajornament dels Jocs Olímpics del 2020, reprèn els entrenaments per acudir a la nova cita olímpica de l'estiu del 2021.

### Jocs Olímpics de Tòquio (2020)
El 6 d’agost de 2021, participa en els 50 quilòmetres marxa dels Jocs Olímpics d'estiu de Tòquio, on, després de diverses aturades, s'acaba retirant a mitja cursa.

## Vida privada
Casat i divorciat, té dos fills de la seva exmuller, professora de francès i velocista.

## Palmarès

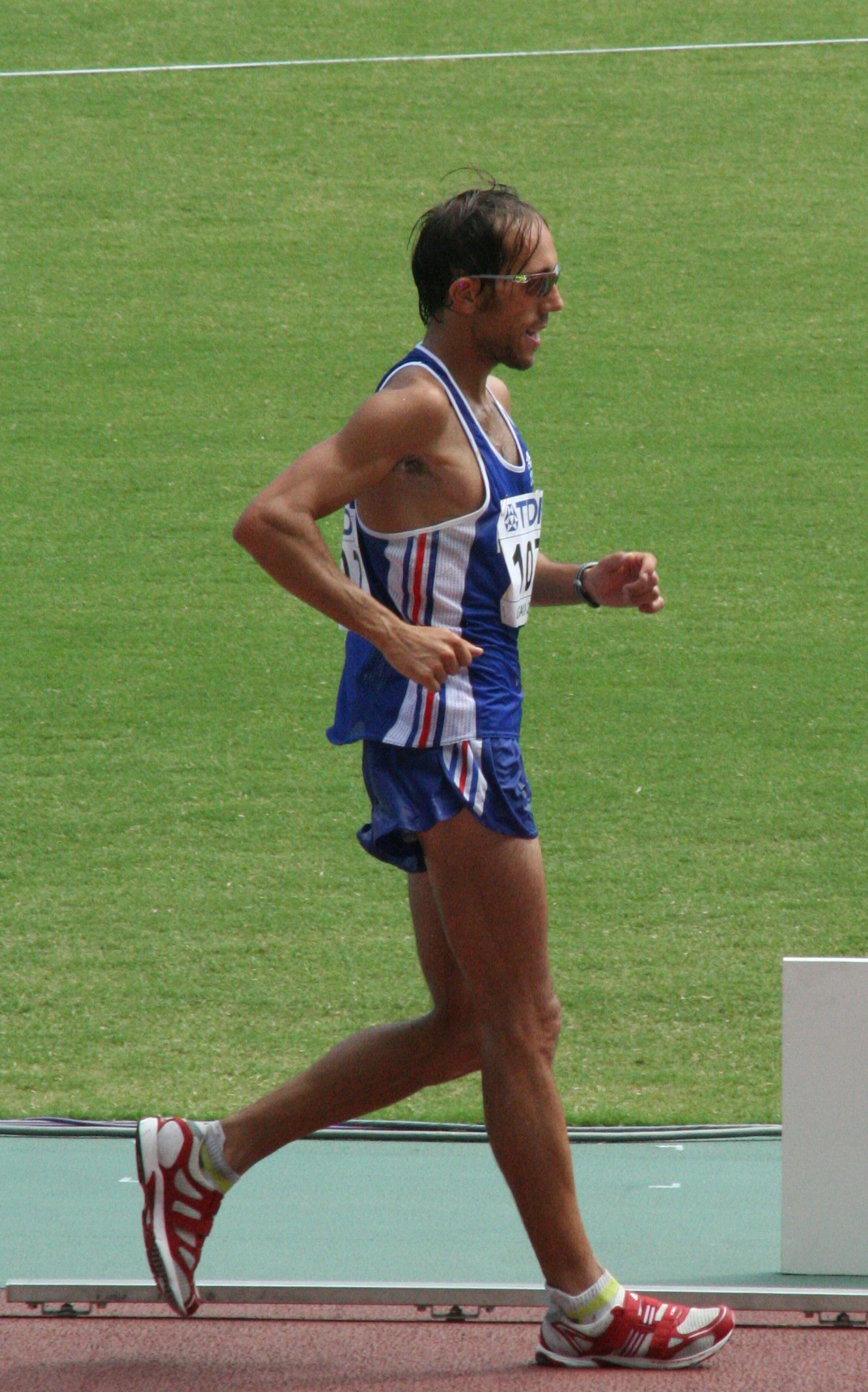
Yohann Diniz durant el Campionat del Món d’Osaka, l'any 2007.

| Data | Competició             | Lloc           | Resultat | Prova | Temps           |
| ---- | ---------------------- | -------------- | -------- | ----- | --------------- |
| 2005 | Campionat del Món      | Hèlsinki       | —        | 50 km | DQ              |
| 2006 | Campionat d'Europa     | Göteborg       | 1r       | 50 km | 3 h 41 min 39 s |
| 2007 | Copa d'Europa de marxa | Leamington     | 1r       | 20 km | 1 h 18 min 58 s |
| 2007 | Campionat del Món      | Osaka          | 2n       | 50 km | 3 h 44 min 22 s |
| 2008 | Jocs Olímpics          | Pequín         | —        | 50 km | DNF             |
| 2009 | Campionat del Món      | Berlín         | 11è      | 50 km | 3 h 49 min 3 s  |
| 2010 | Campionat d'Europa     | Barcelona      | 1r       | 50 km | 3 h 40 min 37 s |
| 2011 | Campionat del Món      | Daegu          | —        | 50 km | DQ              |
| 2012 | Jocs Olímpics          | Londres        | —        | 50 km | DQ              |
| 2013 | Copa d'Europa de marxa | Dudince        | 1r       | 50 km | 3 h 41 min 8 s  |
| 2013 | Campionat del Món      | Moscou         | 9è       | 50 km | 3 h 45 min 18 s |
| 2014 | Campionat d'Europa     | Zúric          | 1r       | 50 km | 3 h 32 min 33 s |
| 2015 | Copa d'Europa de marxa | Múrcia         | 3r       | 20 km | 1 h 20 min 37 s |
| 2016 | Jocs Olímpics          | Rio de Janeiro | 8è       | 50 km | 3 h 46 min 43 s |
| 2017 | Campionat del Món      | Londres        | 1r       | 50 km | 3 h 33 min 11 s |
| 2019 | Copa d'Europa de marxa | Alytus         | 1r       | 50 km | 3 h 37 min 43 s |
| 2019 | Campionat del Món      | Doha           | —        | 50 km | DNF             |
| 2021 | Jocs Olímpics          | Tòquio         | —        | 50 km | DNF             |

## Rècords
| Prova                         | Temps              | Data            | Lloc              | Nota             |
| ----------------------------- | ------------------ | --------------- | ----------------- | ---------------- |
| 5.000 m marxa                 | 18 min 18 s 01     | 27 juny 2008    | Villeneuve-d'Ascq |                  |
| 5.000 m marxa (pista coberta) | 18 min 16 s 76     | 7 desembre 2014 | Reims             | Rècord de França |
| 10.000 m marxa                | 38 min 08 s 13     | 12 juliol 2014  | Reims             |                  |
| 10 km marxa                   | 38 min 46 s        | 30 maig 2009    | Cracòvia          |                  |
| 20.000 m marxa                | 1 h 19 min 42 s 10 | 25 maig 2014    | Bogny-sur-Meuse   | Rècord de França |
| 20 km marxa                   | 1 h 17 min 02 s    | 8 març 2015     | Arle              | Rècord del món   |
| 50.000 m arxa                 | 3 h 35 min 27 s    | 12 març 2011    | Reims             | Rècord del món   |
| 50 km marxa                   | 3 h 32 min 33 s    | 15 agost 2014   | Zúric             | Rècord del món   |